# 卡伦诺
卡伦诺（義大利語：Carenno），是意大利莱科省的一个市镇。总面积7平方公里，人口1520人，人口密度217.1人/平方公里（2009年）。国家统计（ISTAT）代码为097014。
卡伦诺与卡洛尔齐奥科尔泰、科斯塔瓦莱伊马尼亚、埃尔韦、托雷德布西和瓦尔塞卡接壤。